# Magnetische pool (natuurkunde)

Schematische weergave van een magneet met veldlijnen. Elke magneet heeft twee polen

Een magnetische pool is een plaats op een magnetisch object waar lokaal de magnetische werking het sterkst is. Er zijn twee soorten magnetische polen, noordpool en zuidpool genaamd. Gelijksoortige polen stoten elkaar af, ongelijksoortige trekken elkaar aan. Een eenvoudige staafmagneet heeft aan zijn uiteinden een noordpool en een zuidpool. Als de staafmagneet vrij draaibaar is opgesteld zal de noordpool zich naar het noorden richten. Volgens afspraak treden de veldlijnen van het magnetische veld bij een noordpool uit een magnetisch object en gaan bij de zuidpool het object binnen. De veldlijnen van een magneet lopen dus buitenom van de noordpool naar de zuidpool, en binnendoor weer terug. Er dient ten minste een zuidpool en ten minste een noordpool te zijn op een magneet, maar een magneet kan best bijvoorbeeld honderd noordpolen hebben en maar één zuidpool.
In schematische weergaven wordt de noordpool van een magneet meestal rood gekleurd, de zuidpool wit of groen.

## Aantrekking
Het patroon van veldlijnen bepaalt hoe – in welke oriëntaties – magneten elkaar precies aantrekken en afstoten.
De krachten tussen magneten treden daar op waar de veldlijnen zich concentreren, en dat is precies bij de polen. De polen zijn dus globaal gesproken de aangrijpingspunten voor de magnetische krachten.

## Inductie
Elke permanente magneet heeft vanzelfsprekend noord- en zuidpolen, maar ook niet-permanente magneten hebben – wanneer ze in gemagnetiseerde toestand komen – polen, soms zelfs vele. Het is dus niet nodig dat het object zelf een magneet is, polen ontstaan ook wanneer een stof van buitenaf gemagnetiseerd wordt. Zo is het mogelijk een aantal (magnetiseerbare) paperclips 'op te hangen' aan een magneet. De paperclips geleiden als het ware de magnetische veldlijnen en er ontstaat een noord- en een zuidpool op elke paperclip, daar waar de veldlijnen uit- en intreden. De paperclips trekken elkaar aan, ook al zijn ze van zichzelf geen magneten. Ditzelfde principe werkt in een reedcontact, een kleine schakelaar in een glazen buisje die wordt bediend met behulp van een magneet.

## Magnetische monopolen
Er is veel gezocht naar zogenaamde magnetische monopolen: alleenstaande zuid- of noordpolen. Het is niet zeker of deze bestaan, maar in de fysica van de gecondenseerde materie zijn sinds begin 2014 in een bose-einsteincondensaat wel eigenschappen en  quasideeltjes aangetoond die wiskundig gezien overeenkomen met monopolen. In exotische vormen van spin-ijs en andere systemen waren al sinds 2003 eigenschappen waargenomen die overeenkomen met magnetische monopolen, maar dat waren geen systemen waarvoor de kwantumveldentheorie geldig is. Het monopoolprobleem komt voort uit de theorie van de oerknal.

## De aarde
Het noorden van een vrij verplaatsbare magneet (zoals de naald van een kompas) richt zich op aarde naar de geomagnetische noordpool, wat dus in feite een magnetische zuidpool is.
De continue verplaatsing van de magnetische pool leidt ertoe dat luchtverkeersleidingen hun informatie over de richting van de magnetische pool regelmatig moeten bijstellen zodat piloten hun kompas zo nauwkeurig mogelijk kunnen gebruiken.